# Illots das Formigas

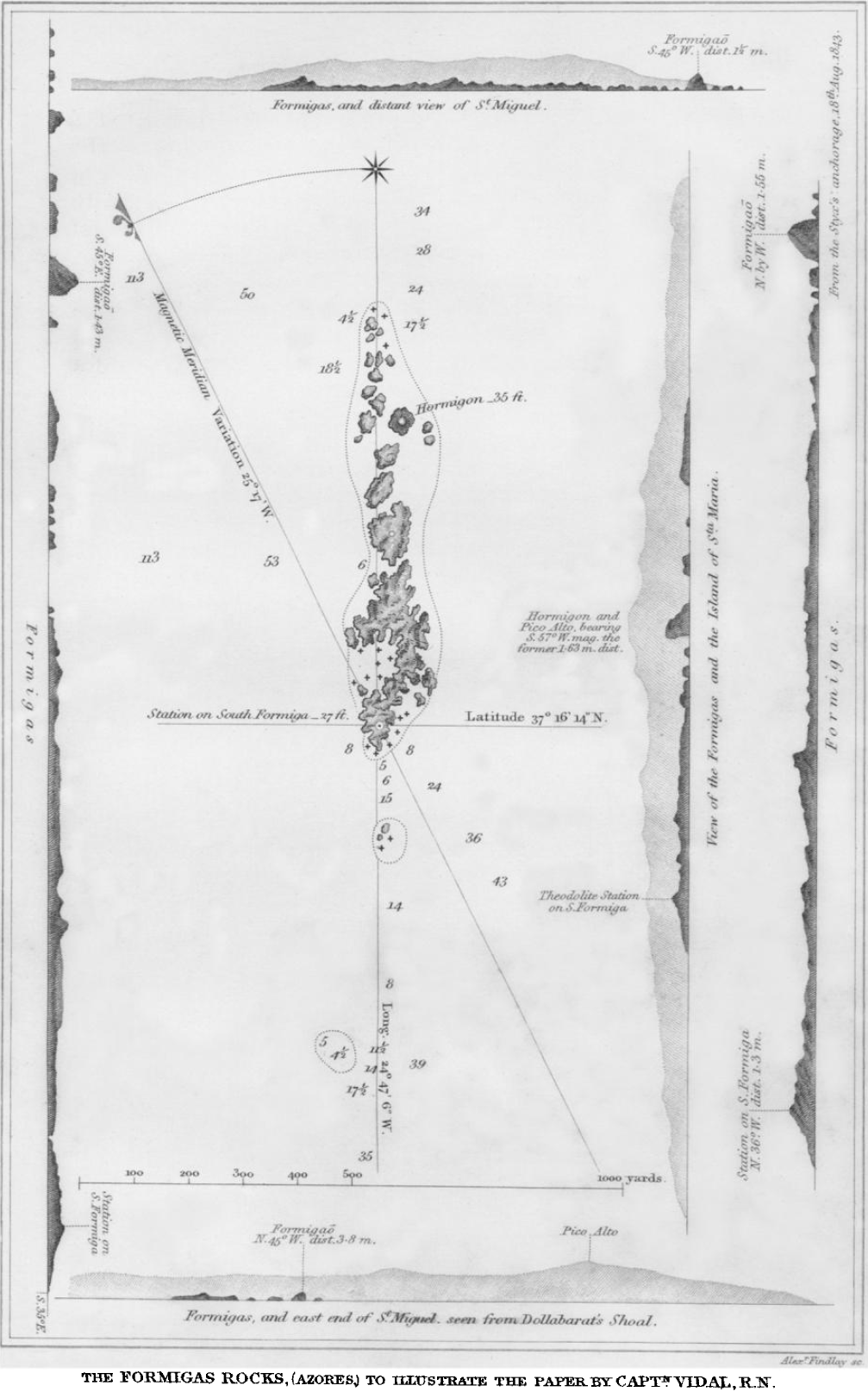
Mapa de 1849

Els illots de les Formigues (en portuguès: ilhéus das Formigas) són un petit grup d'illots pertanyents al grup oriental de les Açores. En la Ponta do Castelo, en l'extrem sud-est de l'illa de Santa María, es poden observar els illots si s'utilitzen uns prismàtics. Els illots en conjunt abasten 0,9 hectàrees sent important des del punt de vista ecològic la part submergida dels mateixos. Van ser albirats per primera vegada en 1431 per Diogo de Silves.

## Descripció i estatut de conservació
Les vuit roques que formen els illots són molt baixes, sent el punt més elevat d'11 metres en l'illot de Formigão. Mai han estat habitats. Es troben a 37 quilòmetres al nord-est de l'Illa de Santa María i a 63 quilòmetres al sud-oest de l'Illa de São Miguel. La longitud màxima d'aquest petit arxipèlag és de 165 metres i una amplària de 80. Des del punt de vista geològic els illots estan formats essencialment per roques de basalt apareixent algunes betes calcàries amb fòssils del Miocè. Les aigües que els envolten són d'importància ecològica a causa de la gran diversitat de vida que les habita sent un lloc de reproducció i alimentació per a moltes espècies, entre les quals hi ha taurons, tortugues i cetacis.